# Arroyo San Cipriano
Arroyo San Cipriano es una localidad del municipio de Nacajuca ubicado en la subregión centro del estado mexicano de Tabasco.

## Geografía
La localidad de Arroyo San Cipriano se sitúa en las coordenadas geográficas 18°06′50″N 92°57′56″O / 18.113889, -92.965556, a una elevación de 5 metros sobre el nivel del mar.

## Demografía
Según el Conteo de Población y Vivienda 2020, efectuado por el Instituto Nacional de Estadística y Geografía, la localidad de Arroyo San Cipriano tiene 203 habitantes, de los cuales 106 son del sexo masculino y 97 del sexo femenino. Su tasa de fecundidad es de 2.65 hijos por mujer y tiene 55 viviendas particulares habitadas.
| Gráfica de evolución demográfica de Arroyo San Cipriano entre 1995 y 2020 |
|                                                                           |
| INEGI.                                                                    |